# Quaker Mill Company
A Quaker Mill Company era uma empresa norte-americana de moagem de aveia, fundada no século XIX em Ravenna, no Ohio. Em 1901, depois de se fundir com três outras empresas, passou a chamar-se Quaker Oats Company. Atualmente é uma subsidiária da PepsiCo.

## História
Henry D. Seymour e William Heston fundaram a Quaker Mill em Ravenna.  No dia 4 de setembro de 1877, Seymour registou a marca Quaker depois de ter lido um artigo de enciclopédia sobre os Quakers, o nome popular da Sociedade Religiosa dos Amigos. Em 1888, a empresa tinha 83 empregados e, a par com a Ravenna Glass Company, era o maior empregador de Ravenna.

## Curiosidades
O homem representado no logotipo da empresa não é o fundador da Pensilvânia, William Penn nem o seu filho, John Penn, conhecido como "o Americano".